# Katoit
Katoit je minerál ze skupiny granátů. Jeho vzorec je Ca3Al23+(OH)12. Jeho stavba je podobná granátu, krystalizuje ve krychlové soustavě. Krystaly katoitu jsou bezbarvé, mohou však mít i zakalené až mléčně zbarvení. Krystaly lze nalézt v dutinách vulkanických hornin. Velikost samotného krystalu je velmi malá, nejčastěji 1 mm.